# Geschichte Nordirlands
Die Geschichte Nordirlands beginnt mit der Teilung in Nordirland und „Südirland“ durch den Government of Ireland Act von 1920, ein Gesetz des Vereinigten Königreiches Großbritannien und Irland. Aus „Südirland“ wurde sehr schnell der Irische Freistaat, aus diesem 1937 der heute bestehende Staat mit dem offiziellen Namen Irland (Éire), der häufig (zur Verdeutlichung) als Republik Irland bezeichnet wird.
Nordirland ist jenes Gebilde, das den beim Königreich verbleibenden Nordostteil der Insel darstellt. Es umfasst sechs der neun Grafschaften der historischen Provinz Ulster. Nordirland wurde zunächst nach einem Modell regiert, das dem – inzwischen historischen – Dominion Kanada ähnelte, später wurde es direkt von London aus regiert. Das United Kingdom trägt nach 1927 den Namen „Vereinigtes Königreich Großbritannien und Nordirland“ (engl. United Kingdom of Great Britain and Northern Ireland).
Der erste Governor of Northern Ireland war James Hamilton, 3. Duke of Abercorn, der letzte Ralph Grey, Baron Grey of Naunton. In der ersten Phase bis 1972 gab es außerdem einen von ihm ausgewählten Premierminister von Nordirland, der meist der Mehrheitspartei des nordirischen House of Commons vorstand. 1972 kam ein radikaler Schnitt, die direkte Verwaltung der „Unruheprovinz“ von London aus, vom Ministerium für Nordirland.
Die Berichte über Nordirlands Politik und Geschichte haben jahrzehntelang fast nur ein Thema: den Nordirlandkonflikt. Die beiden bis heute bestimmenden Ausrichtungen sind der Republikanismus (oder Nationalismus) und der Unionismus.
- Zur Abgrenzung des Gebietes siehe Provinz Ulster.
- Für die Geschichte des Nordens von Irland vor der Teilung siehe bei Geschichte Irlands, dort findet man auch Verweise auf weitere Hauptartikel zu einzelnen Epochen.
- Für die frühen Pläne zur Teilung Irlands siehe Home Rule; zu den Folgen Irland (1937–1949)
- Seit 1972: Liste der Minister für Nordirland.

## Die gegnerischen Seiten im historischen Irland-Konflikt
Bereits zur Zeit Oliver Cromwells (1599–1658) kam es zu schweren Auseinandersetzungen zwischen den unterschiedlichen Bevölkerungsgruppen auf der Insel Irland. Diese Unterschiede waren vor allem sozialer und politischer Natur, fielen jedoch mit ethnischen und religiösen Unterschieden weitgehend zusammen. Aufgrund der zögerlichen, aber dennoch stattfindenden Vermischung der einzelnen Bevölkerungsteile wurde die „saubere“ Einteilung der Bevölkerung in Gruppen bald kaum mehr möglich. Daher wurde es bald (und bis heute) üblich, das rein oberflächliche, aber gut zu überschauende Kriterium der Religionsunterschiede zur eigentlichen Konfrontationslinie zu erheben. Neben den sozialen Gruppierungen wurde der Konflikt prinzipiell an der „nationalen Frage“ festgemacht, entweder einem selbstbestimmten Irland oder einer engen Bindung an Großbritannien, und dieses wurde dann wiederum gedanklich bzw. ideologisch an die Religionsfrage gekoppelt. Es gab aber auch vor allem im 19. Jahrhundert eine ganze Reihe bekannter und unbekannter protestantischer Nationalisten und katholischer Unionisten.

## Vereinigung Irlands und Spaltung
Das Königreich Irland und das Königreich Großbritannien verschmolzen am 1. Januar 1801 durch den Act of Union zum Vereinigten Königreich Großbritannien und Irland.
Der Osteraufstand von 1916 war ein Versuch irischer Republikaner, die Unabhängigkeit von Großbritannien gewaltsam zu erzwingen. Er gilt als Wendepunkt in der Geschichte Irlands, der dann letztlich zur Unabhängigkeit führte. Der Aufstand war die Geburtsstunde der „Irischen Republikanischen Armee“ (IRA).
Von 1919 bis 1921 herrschten in Irland bürgerkriegsähnliche Zustände. Im Jahr 1920 wurde die vierte Home Rule Bill (Government of Ireland Act) vom britischen Parlament verabschiedet, bei der die 26 südlichen Grafschaften zu Südirland und die 6 nördlichen Grafschaften zu Nordirland wurden, die beide selbstverwaltete Teile des Vereinigten Königreichs werden sollten. Mit Beendigung des Unabhängigkeitskriegs durch den Anglo-Irischen Vertrag wurde jedoch der Irische Freistaat gegründet, der aus Südirland und Nordirland bestehen sollte. Das Parlament von Nordirland machte jedoch Gebrauch von einer Vertragsregelung, um diesem Freistaat nicht beizutreten und verblieb beim Vereinigten Königreich.
Der Dominion-Status vom 6. Dezember 1921 garantierte größere innenpolitische Eigenständigkeit Südirlands. Am 18. April 1949 schied Irland aus dem Commonwealth aus.

## Eskalation der Gewalt
Im August 1969 wurde die britische Armee erstmals zur Beendigung der damals akut werdenden gewaltsamen Auseinandersetzungen in den nordirischen Städten Belfast und Derry eingesetzt. Die Regierung Nordirlands ließ in dieser Situation ab August 1971 überwiegend Katholiken bzw. Republikaner ohne Gerichtsverfahren internieren.
Am 30. Januar 1972 kam es im Zuge des eskalierenden Nordirlandkonfliktes zum so genannten Blutsonntag (Bloody Sunday): In Derry wurden bei einer Demonstration gegen die Internment-Politik mindestens 14 unbewaffnete Katholiken, darunter sechs Minderjährige, von britischen Fallschirmjägern getötet. In der Folge kam es zu einem starken Zulauf zur IRA und zu Terrorakten verschiedener Gruppierungen (auf Seiten der irischen Nationalisten v. a. der IRA, auf Seiten der Unionisten beispielsweise die Ulster Defence Association), denen viele Zivilisten zum Opfer fielen. Im März löste die britische Regierung das nordirische Parlament auf und Nordirland wurde ab dem 24. März von London aus durch einen Nordirland-Minister regiert („Direct Rule“).
Am 21. Juli 1972 (Bloody Friday) verübte die IRA mindestens 21 Bombenattentate. Dabei wurden neun Menschen sofort getötet und 130 verletzt. Zwei weitere Personen erlagen später ihren Verletzungen.
Das Referendum über die Zukunft Nordirlands am 8. März 1973 wurde durch die katholische Bevölkerung Nordirlands weitgehend boykottiert. Letztlich stimmten 98,9 % der Teilnehmer für einen Verbleib beim Vereinigten Königreich und gegen ein Zusammengehen mit der Republik Irland, bei einer Wahlbeteiligung von nur 58,6 %.

## Entspannung
Am 10. April 1998 schlossen die Regierungen Irlands, Großbritanniens sowie die nordirischen Parteien (Ulster Unionist Party, Social Democratic and Labour Party und Sinn Féin) das Karfreitagsabkommen. Das Abkommen wurde in Volksabstimmungen in Nordirland und in der Republik Irland angenommen. Es führte zu einer deutlichen Entspannung. Nordirland bekam wieder die Selbstverwaltung, die Republik Irland strich das Verfassungsgebot der Vereinigung mit Nordirland (was nicht bedeutet, dass das politische Ziel einer friedlichen Einheit mit Zustimmung der Mehrheit der nordirischen Bevölkerung aufgegeben wird).
Im Einzelnen:
- gibt es in Nordirland wieder die Selbstverwaltung und ein Regionalparlament, die Northern Ireland Assembly
- wurde eine Entwaffnung der katholischen (vor allem der IRA) und protestantischen (Ulster Defence Association, Ulster Volunteer Force) paramilitärischen Verbände festgelegt
- wurde die Entlassung von Untergrundkämpfern aus dem Gefängnis gefordert
- wurde eine Verringerung der britischen Truppenpräsenz in Nordirland festgelegt
- wurde eine Reform der nordirischen Polizei, der Royal Ulster Constabulary (RUC), gefordert (z. B. Erhöhung des Anteils der Katholiken)
- wurde festgelegt, dass der Verfassungsanspruch Irlands auf Nordirland aufgehoben wird, einer entsprechenden Verfassungsänderung stimmen in einem Referendum in der Republik Irland 94 % der Wähler zu
- wurde eine Wiedervereinigung mit der Republik Irland ermöglicht, wenn sich die Mehrheit der Nordiren dafür ausspräche

## Die Märsche des unionistischen Oranier-Ordens
Am 12. Juli 1690 besiegte Wilhelm von Oranien in der Schlacht am Boyne (Battle of the Boyne) das irisch-französische Heer des katholischen englischen Königs James II. Des Sieges in dieser Schlacht wird heute jährlich in der sommerlichen marching season (dt. „Marschsaison“) gedacht. In den nordirischen Städten marschieren dann Anhänger des pro-britisch-unionistisch-protestantischen Oranier-Ordens (Orange Order) auch durch Wohnviertel von Katholiken.